# آلبی بارلو
آلبی بارلو (انگلیسی: Alby Barlow؛ زادهٔ ۱۹۱۶) دوچرخه‌سوار اهل استرالیا است. وی در مسابقات قهرمانی دوچرخه‌سواری جاده جهان ۱۹۴۸ شرکت کرده است.